# Tripoli, Libanon

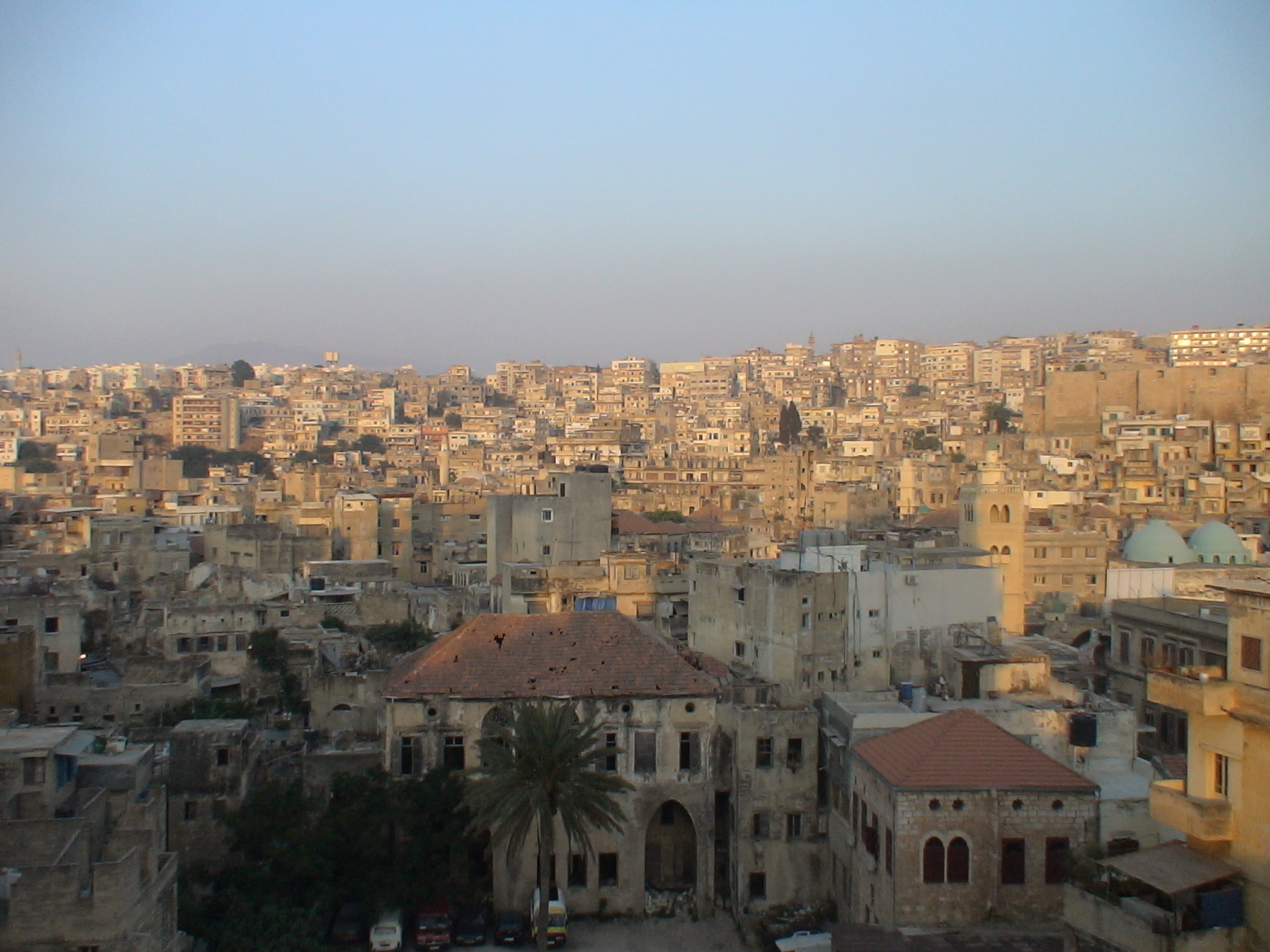
Gamla Tripoli

Tripoli (arabiska طرابلس, Tarābulus) är en hamnstad i norra Libanon, vid foten av Libanonberget. Den ligger 85 km norr om huvudstaden Beirut, och har cirka 500 000 invånare. 80 procent är sunnimuslimer.

## Historia
Den gamla feniciska staden, som är känd endast under sitt grekiska namn Tripolis, var under den persiska tiden säte för städerna Sidons, Tyros och Arados förbundsråd, och vart och ett av dessa hade sitt kvarter i den "tredubbla staden". Under de två sista århundradena f.Kr. slogs där mynt, på vilka staden kallas "helig och självständig", och dessa följdes av kejserliga mynt från 32 f.Kr. till 221 e.Kr. Omkring 450 och ånyo omkring 550 förstördes den av jordbävningar. Araberna intog staden 638 efter lång belägring, varefter den ömsevis tillhörde dem, ömsevis grekerna, tills den år 995 kom under de egyptiska fatimiderna, som behandlade den väl och uppmuntrade dess sjöfart. I mitten av 1000-talet låg Tripoli vid El-Minah och hade omkring 20 000 invånare. Av de väldiga murarna och tornen från den tiden finns ännu betydande lämningar. 1109 intogs det efter fem års belägring av korsfararna och blev huvudort i grevskapet Tripolis, som omfattade kusten mellan kungariket Jerusalem i söder och furstendömet Antiokia i norr. Under korstågen fortfor staden att blomstra genom handel och industri (bland annat väverier), men 1289 intogs och förstördes den av den egyptiske sultanen Qalawun, och en ny stad anlades på dess nuvarande plats.